# Hofanlage Teufelsmoorstraße 4
Die Hofanlage Teufelsmoorstraße 4, Café zum Brinkhof, bei der Beek in der niedersächsischen Stadt Osterholz-Scharmbeck-Teufelsmoor im Landkreis Osterholz stammt vom 18. und 19. Jahrhundert. Aktuell (2025) wird sie zum Wohnen, gewerblich und als Café mit dazugehörigem Melkhus genutzt.
Die Gebäude stehen unter Denkmalschutz (siehe auch Liste der Baudenkmale in Osterholz-Scharmbeck).

## Geschichte und Beschreibung
Der Ort Teufelsmoor auf der Osterholzer Geest am Rand der Landschaft Teufelsmoor stammt aus dem 14. Jahrhundert und ist als Reihendorf durch die Landwirtschaft geprägt.
Die baumbestandene große Hofanlage besteht aus
- dem eingeschossigen giebelständigen großen Wohn- und Wirtschaftsgebäude als Zweiständer-Hallenhaus von 1816 (Inschrift) in Fachwerk mit Steinausfachungen, mit ziegelgedecktem Krüppelwalmdach als Niedersachsengiebel mit Uhlenloch, der Grooten Door mit Korbbogen und einem sehr ungewöhnlichen zweiten Tor im Wirtschaftsgiebel sowie Ladeluke,[2]
- der giebelständigen langgestreckten Scheune von 1748 (Inschrift) in Fachwerk mit Steinausfachungen und im Giebeldreieck verbrettert, mit ziegelgedecktem Satteldach sowie mit zwei Quereinfahrten; 1899 (Inschrift) wurde sie nach Süden verlängert,[3]
- der giebelständigen Remise aus dem 19. Jahrhundert in Fachwerk mit ziegelgedecktem Satteldach, schmalem Vordach und Feldsteinsockel[4]
- und dem Backhaus von 1825 (Inschrift) in Fachwerk mit Steinausfachung und ziegelgedecktem Satteldach sowie Ladeluke, heute als Remise genutzt, das Ofengewölbe ist nicht mehr vorhanden.[5]

Das Landesdenkmalamt befand u. a.: „… in Einzellage östlich der Beek …“
An der Teufelsmoorstraße stehen folgende denkmalgeschützte 
- Hofanlagen: Nr. 4, Nr. 9, Nr. 15
- Gebäude: Nr. 3 Heuerhaus, Nr. 18 Wohn- und Wirtschaftsgebäude